# Jannik Bonnevie
Jannik Sofie Bonnevie, född 16 juni 1945 i Oslo, är en norsk skådespelerska.
Jannik Bonnevie har tillsammans med Per Waldvik dottern Maria Bonnevie född 1973.

## Filmografi (urval)
- 1977 – Ärliga blå ögon (TV-serie)
- 1979 – Det stora arvet
- 1984 – Gulag
- 1999 – Hem till byn (TV-serie) (gästroll)
- 2004 – Salto, salmiakk og kaffe
- 2010 – Dag (TV-serie)
- 2014 – Kampen for tilværelsen (TV-serie)